# Apostolska nunciatura na Portugalskem
Apostolska nunciatura na Portugalskem je diplomatsko prestavništvo (veleposlaništvo) Svetega sedeža na Portugalskem, ki ima sedež v Lizboni.
Trenutni apostolski nuncij je Rino Passigato.

## Seznam apostolskih nuncijev
- Michelangelo dei Conti (24. marec 1698–7. junij 1706)
- Filippo Acciajuoli (28. januar 1754–24. september 1759)
- Carlo Bellisomi (7. maj 1785–18. december 1795)
- Bartolomeo Pacca (21. marec 1794–18. junij 1808)
- Lorenzo Caleppi (23. december 1801–10. januar 1817)
- Giovanni Francesco Compagnoni Marefoschi (20. december 1816–17. september 1820)
- Giacomo Filippo Fransoni (21. januar 1823–21. november 1834)
- Alessandro Giustiniani (24. april 1827–1832)
- Filippo de Angelis (13. november 1832–15. februar 1838)
- Camillo Di Pietro (29. junij 1844]] - december [[1858)
- Innocenzo Ferrieri (16. junij 1856–13. marec 1868)
- Luigi Oreglia di Santo Stefano (29. maj 1868–23. december 1876)
- Domenico Sanguigni (25. avgust 1874]] - september [[1879)
* Gaetano Aloisi Masella (30. september 1879]] - november [[1883)
* Vicenzo Vannutelli (4. oktober 1883]] - maj [[1891)
* Domenico Maria Jacobini (16. junij 1891]] - november [[1896)
* Andrea Aiuti (26. september 1896]] - november [[1903)
- José Macchi (januar [[1904–7. junij 1906)
- Giulio Tonti (4. oktober 1906–25. oktober 1910)
- Achille Locatelli (13. julij 1918]] - maj [[1923)
- Sebastiano Nicotra (julij [[1923–1928)
- Giovanni Beda Cardinale (21. junij 1928–1. december 1933)
- Pietro Ciriaci (9. januar 1934–12. januar 1953)
- Fernando Cento (26. oktober 1953–1958)
- Giovanni Panico (25. januar 1959–1962)
- Maximilien de Fürstenberg (28. april 1962–26. junij 1967)
- Giuseppe Maria Sensi (8. julij 1967–1976)
- Angelo Felici (13. maj 1976–27. avgust 1979)
- Sante Portalupi (15. december 1979–31. marec 1984)
- Salvatore Asta (1984–1989)
- Luciano Angeloni (31. julij 1989–15. marec 1993)
- Edoardo Rovida (15. marec 1993–12. oktober 2002)
- Alfio Rapisarda (12. oktober 2002–8. november 2008)
- Rino Passigato (8. november 2008–danes)